# آب‌رونده آسوده
آب‌رونده آسوده (نام علمی: Mesovelia amoena) نام یک گونه از سرده آب‌رونده‌ها است.